# Tinkara Kovač
Tinkara Kovač (Koper, 1978. szeptember 3. –) szlovén énekesnő. Ő képviselte Szlovéniát a 2014-es Eurovíziós Dalfesztiválon, a dán fővárosban, Koppenhágában. Apai nagyapja révén negyedrészben magyar származású.

## Zenei karrier

### Eurovíziós Dalfesztivál
Tinkara a szlovén eurovíziós válogatóversenyen 1997 óta eddig ötször próbálkozott:
- 1997: Veter z juga (10. hely a nemzeti döntőn)
- 1999: Zakaj (2. hely a nemzeti döntőn)
- 2001: Sonce v očeh (4. hely a nemzeti döntőn)
- 2014: Spet / Round and round (1. hely a nemzeti döntőn).
- 2020: Forever

2014. március 8-án megnyerte az EMA-t, a szlovén válogatóversenyt, így a 2014-es Eurovíziós Dalfesztiválon, Koppenhágában ő képviselhette hazáját.
2014. május 8-án, a dalfesztivál második elődöntőjében lépett fel, innen továbbjutott a döntőbe, ahol a 25. helyen végzett.

## Külső hivatkozások
- Tinkara Kovač weboldala